# Diaea proclivis
Diaea proclivis är en spindelart som beskrevs av Simon 1903. Diaea proclivis ingår i släktet Diaea och familjen krabbspindlar.
Artens utbredningsområde är Ekvatorialguinea. Inga underarter finns listade i Catalogue of Life.